# Muhlenbergia cleefii
Muhlenbergia cleefii là một loài thực vật có hoa trong họ Hòa thảo. Loài này được Laegaard mô tả khoa học đầu tiên năm 1995.